# Jürgen Sawade
Jürgen Josef Sawade (* 19. Dezember 1937 in Kassel; † 21. Januar 2015 in Berlin) war ein deutscher Architekt.

## Leben
Sawade studierte von 1958 bis 1966 an der Technischen Universität Berlin bei Karl Wilhelm Ochs. Er arbeitete in dieser Zeit auf der Baustelle des Corbusierhauses und bei Georg Heinrichs. 1963 bis 1969 war er wissenschaftlicher Assistent von Oswald Mathias Ungers, der vor allem mit seiner Idee, „die Stadt bestehe aus insularen Großkörpern“ Sawades weiteres Schaffen entscheidend prägte.
1970 eröffnete er sein eigenes Architekturbüro in Berlin und hatte wechselnde projektbezogene Partnerschaften, u. a. mit Dieter Frowein, Gerhard Spangenberg, Dietmar Grötzebach und Günter Plessow, 1976 und 1981/1982 war Sawade Gastdozent in den USA (an der Berkeley-Universität in Kalifornien beziehungsweise an der Cornell-Universität, New York).
Besondere Anerkennung erhielt er für seine Wohnbauten an der Lewishamstraße und den Umbau des Gebäudes der Schaubühne am Lehniner Platz in Berlin. Das zusammen mit Dieter Frowein, Dietmar Grötzebach und Günter Pelessow errichtete Projekt Wohnen am Kleistpark von 1977, seit 2001 Pallasseum, gehört zu den ungewöhnlichsten Wohnanlagen Berlins, weil hier ein alter Hochbunker in die Planung mit einbezogen wurde. Das Hotel Esplanade von 1988, das er als „unverwechselbaren großstädtischen Ort“ für eine zeitgenössische Stadtgesellschaft konzipierte, galt, ausgestattet mit ortsspezifischen Werken namhafter Künstler der Gruppe ZERO, Heinz Mack, Otto Piene, Günther Uecker sowie Arbeiten der Neuen Wilden, als Gesamtkunstwerk. Im Jahr 1991 erhielt Jürgen Sawade einen Ruf an die Universität Dortmund auf die Professur Entwerfen und Industriebau. 2004 wurde Sawade zum Honorarprofessor am Fachbereich Architektur und Städtebau der Fachhochschule Potsdam ernannt. Hier gelang es ihm, den Studenten außer dem direkten Entwerfen von Bauwerken auch das Gesamtverständnis des Architekturschaffens beizubringen, das „mehr als Fassadenhuberei“ sei und auch die kulturelle Verantwortung zu sehen.

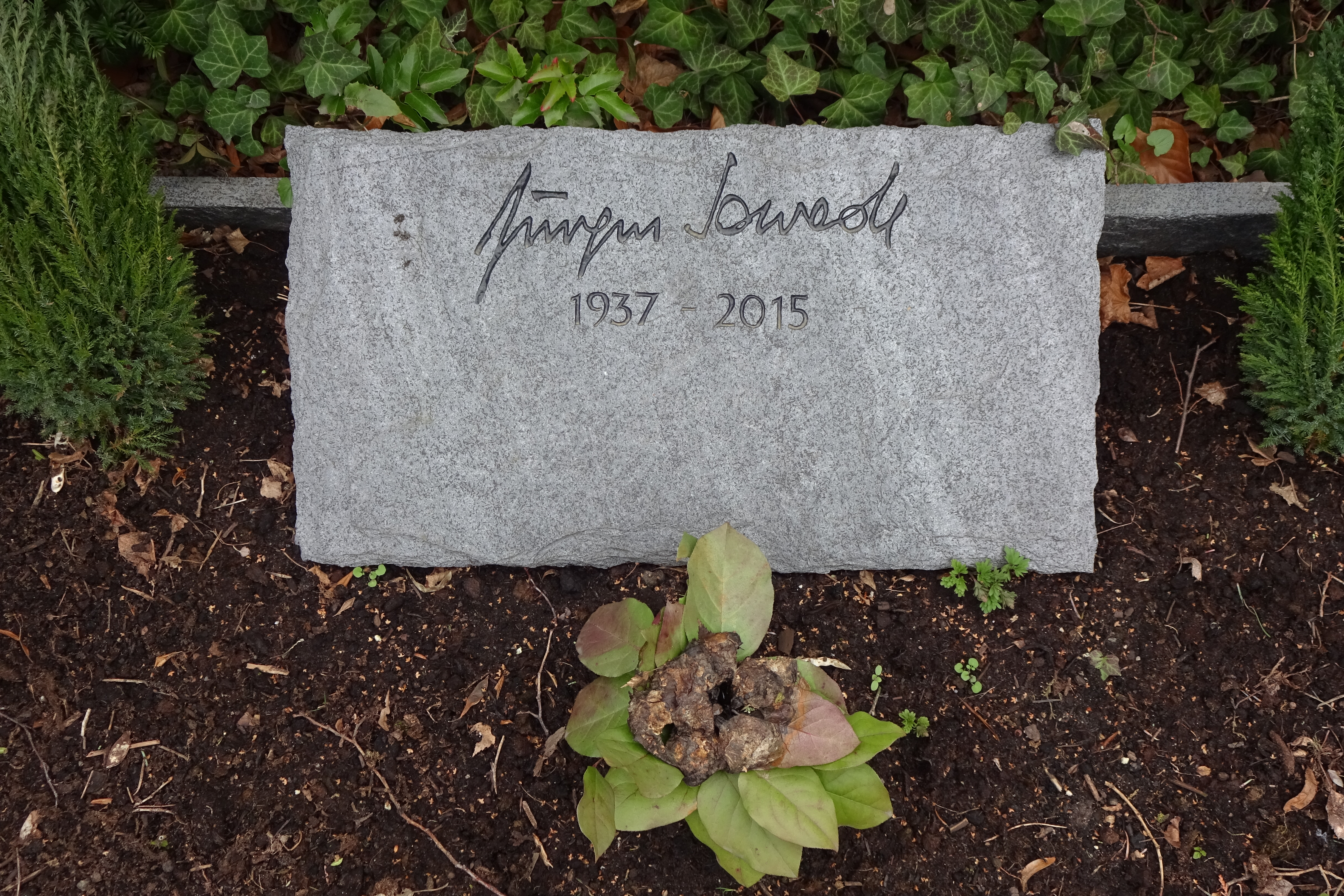
Jürgen Sawades Grabstein auf dem Friedhof Stubenrauchstraße in Berlin-Friedenau

Im Frühjahr 2002 berief ihn die Akademie der Künste in Berlin, der er bis zu seinem Tod 2015 angehörte, zum Mitglied. Architekturzeichnungen und weitere Dokumente aus Sawades Nachlass befinden sich im Archiv der Akademie der Künste.

## Bauten in Berlin
- 1973–1974: Reihenhaus an der Scharfe Lanke in Berlin-Spandau
- 1974–1977: Wohnbebauung Pallasseum (Wohnen am Kleistpark) Pallasstraße/Potsdamer Straße, Berlin-Schöneberg, als Sozialpallast bekannt geworden,[1]
- 1976–1978: Seniorenwohnhaus Schloßstraße/Horstweg, Berlin-Charlottenburg, zusammen mit Gerhard Spangenberg und Dieter Frowein[4]
- 1977–1981: Wohnbauten in Berlin-Charlottenburg, Lewishamstraße
Nach Sawades Entwürfen wurde der Durchbruch zwischen Adenauerplatz und Stuttgarter Platz neu gestaltet.[1]
- 1978–1981: Umbau des Woga-Komplexes mit dem früheren Kino Universum (1928 nach Entwurf von Erich Mendelsohn errichtet) für die Schaubühne am Lehniner Platz[1]
- 1979–1982: Wohnanlage Glogauer Straße, Berlin-Kreuzberg[4]
- 1981: Wohnbebauung mit Geschäften, Brunnenstraße 93–98, Berlin-Wedding
- 1982–1983: Wohnbebauung Chausseestraße 68–71, Berlin-Wedding
- 1984–1987: Wohnbebauung im Rahmen der IBA in Berlin-Tiergarten, Am Karlsbad[5]
- 1987: Bürogebäude der IBM in Berlin-Marienfelde, Nahmitzer Damm
- 1986–1988: Grand Hotel Esplanade in Berlin-Tiergarten
- 1990: Bar am Lützowplatz
- 1991–1993: Wohn- und Bürohaus in Berlin-Charlottenburg, Kaiserdamm
- 1991–1996: Büro- und Geschäftshaus Hofgarten am Gendarmenmarkt, Französische Straße 48, Berlin-Mitte[6]
- 1992–1993: Hotel Rohrdamm 80, Berlin-Spandau[7]
- 1992–1994: Bürogebäude in Berlin-Schöneberg, Sachsendamm 2–7
- 1993–1996: Wohn- und Geschäftshaus in Berlin-Schöneberg, Pallasstraße
- 1993–1995: Bürohaus Haus Pietzsch, Unter den Linden[8]
- 1993–1996: zwei Bürogebäude an der Spree in Berlin-Charlottenburg, Carnotstraße 4–7
- 1996–1997: CineStar-Kino in Berlin-Hellersdorf
- 1996–1999: A+T Projekt Park Kolonnaden am Potsdamer Platz, nach einem städtebaulichen Entwurf von Giorgio Grassi
- 1998–2000: Umbau und Erweiterung Karstadt am Hermannplatz, Berlin-Kreuzberg, mit Helmut Kriegbaum und Udo Landgraf[9][10]

## Bildergalerie

Bauten in Berlin
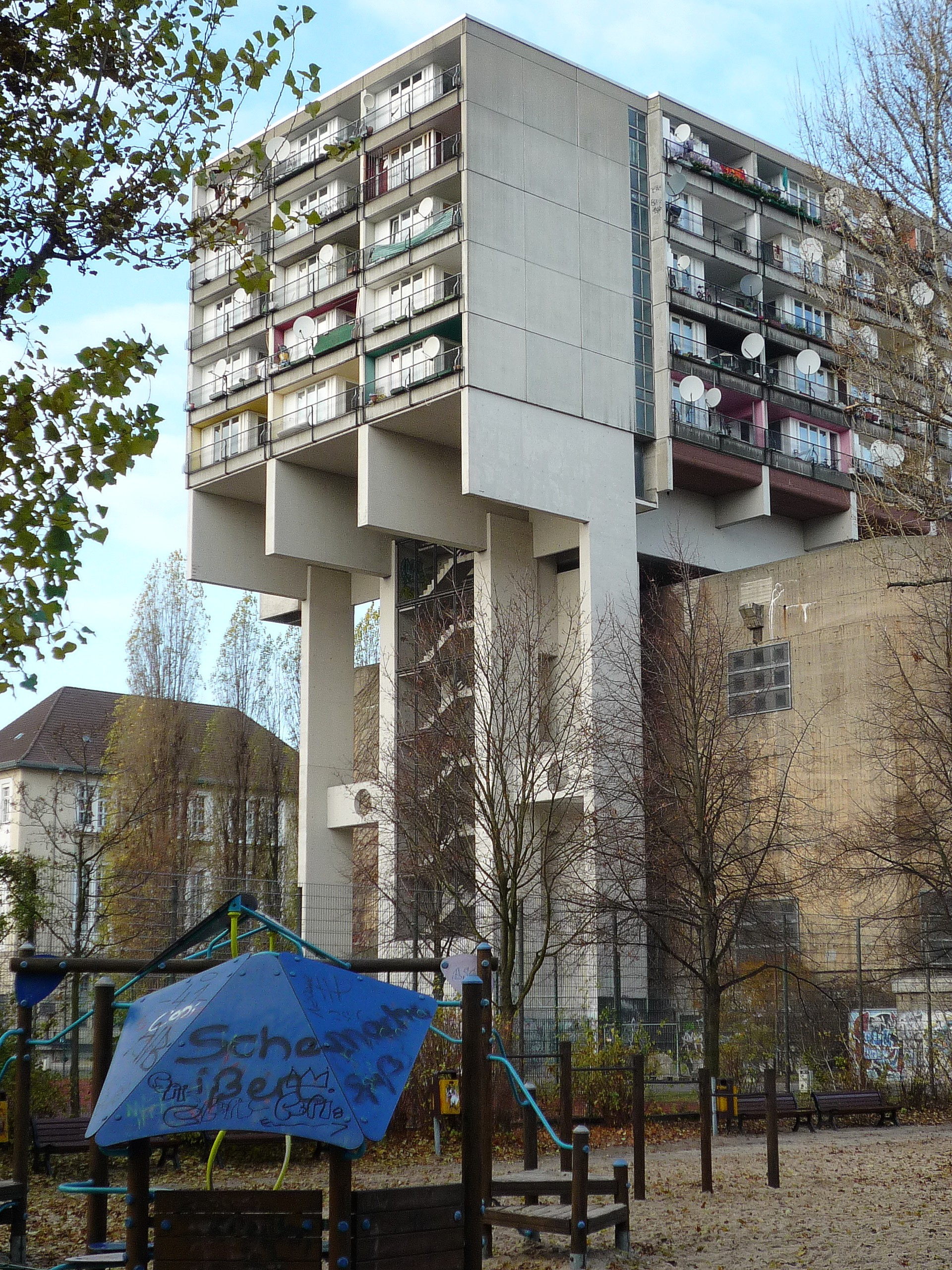
Wohnen am Heinrich-von-Kleist-Park, seit 2001 Pallasseum (1977)
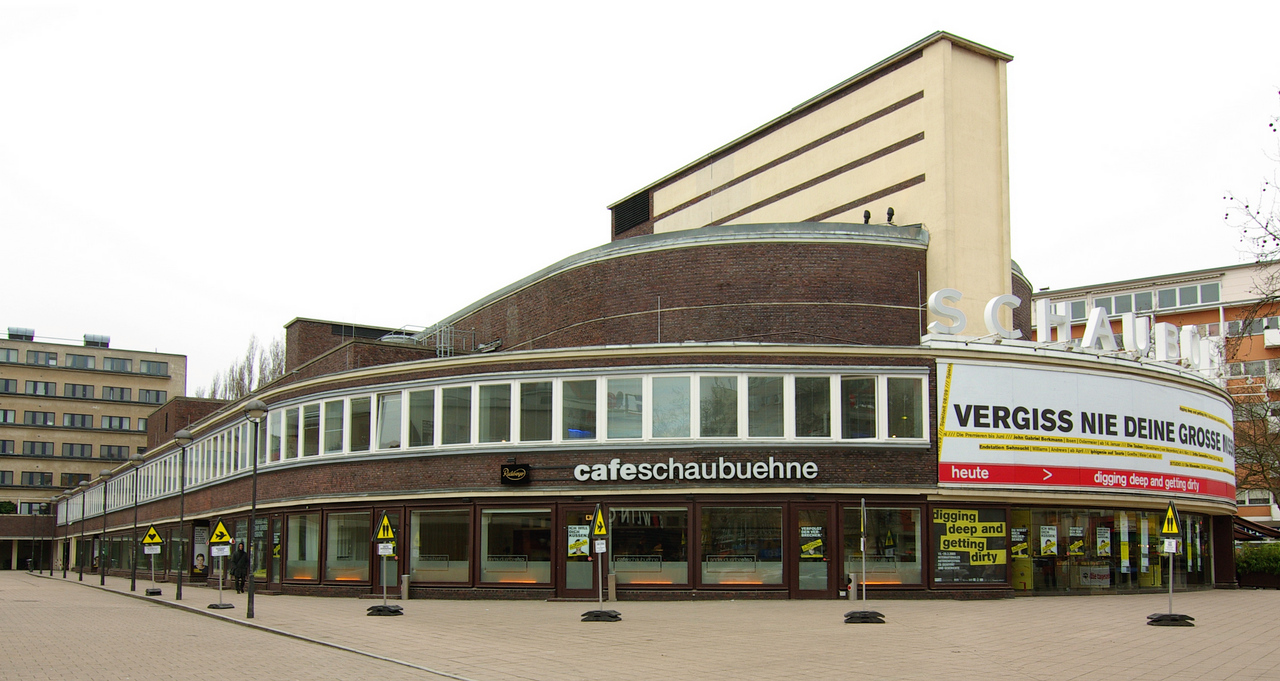
Erich Mendelsohns Universum-Kino nach dem Umbau zur Schaubühne (1928, 1978–1981)
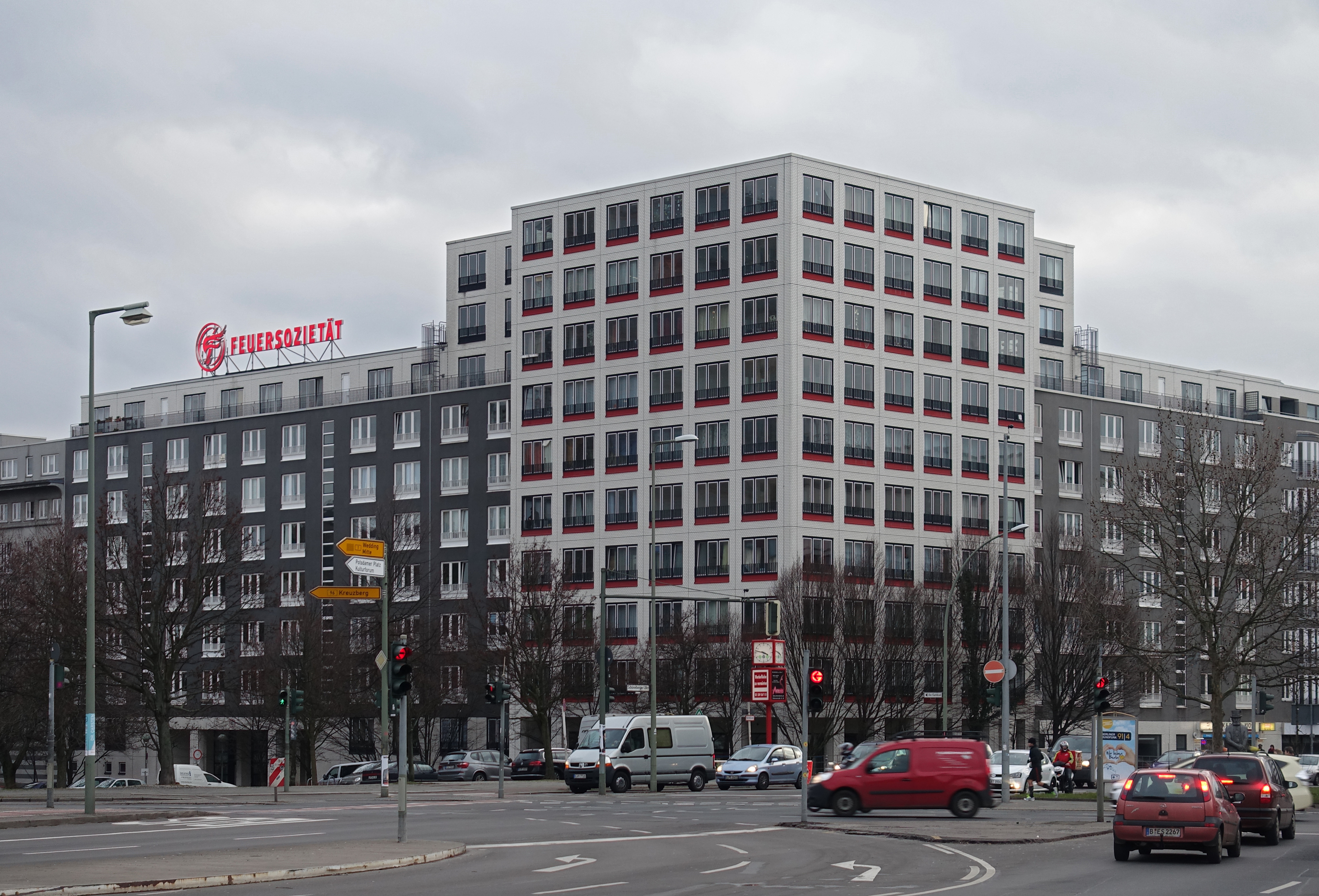
Wohnen am Karlsbad, Berlin-Tiergarten (1987)
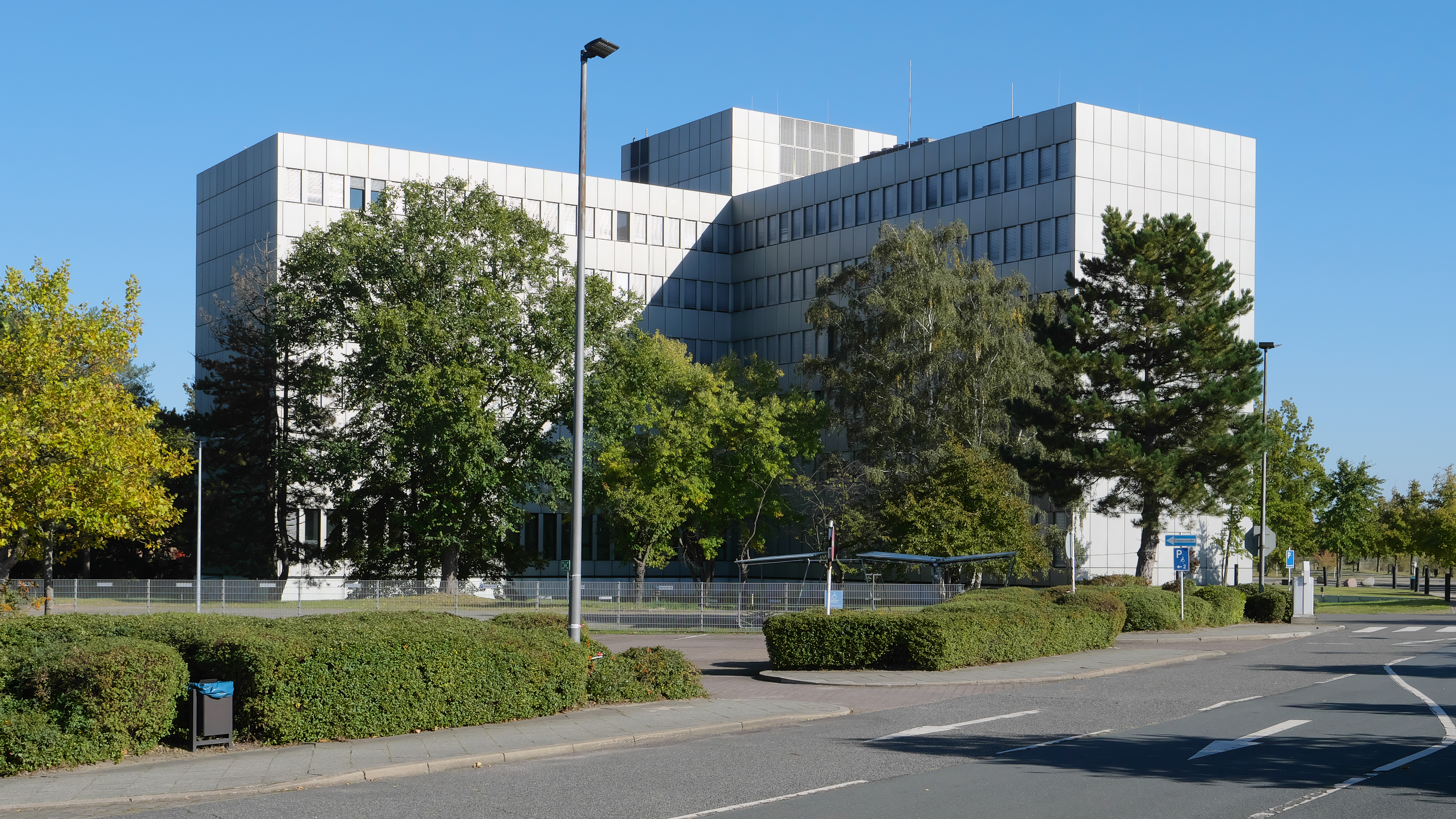
Bürogebäude der IBM am Nahmitzer Damm in Berlin-Marienfelde (1987)
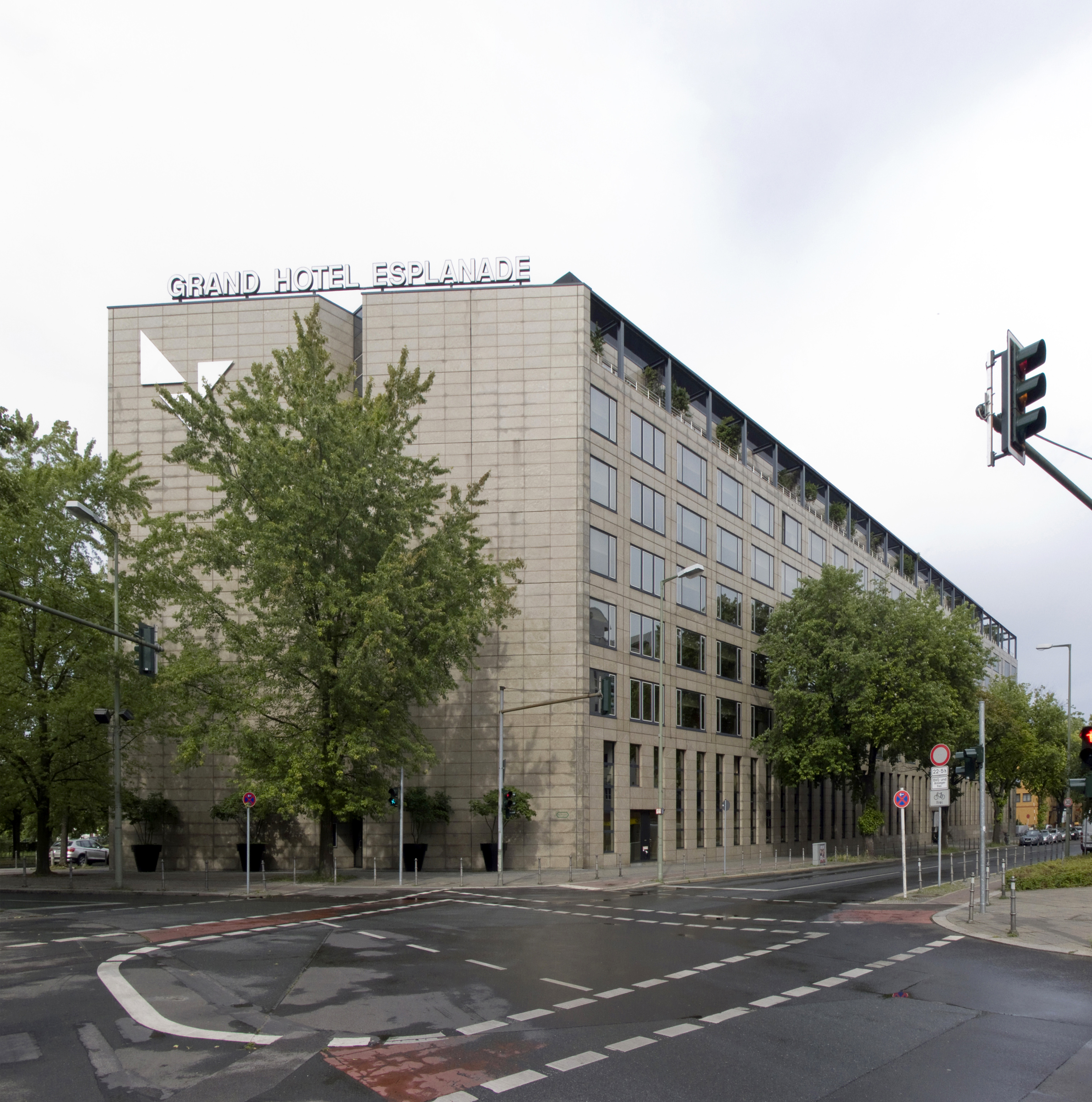
Grand Hotel Esplanade am Lützowplatz (1988)
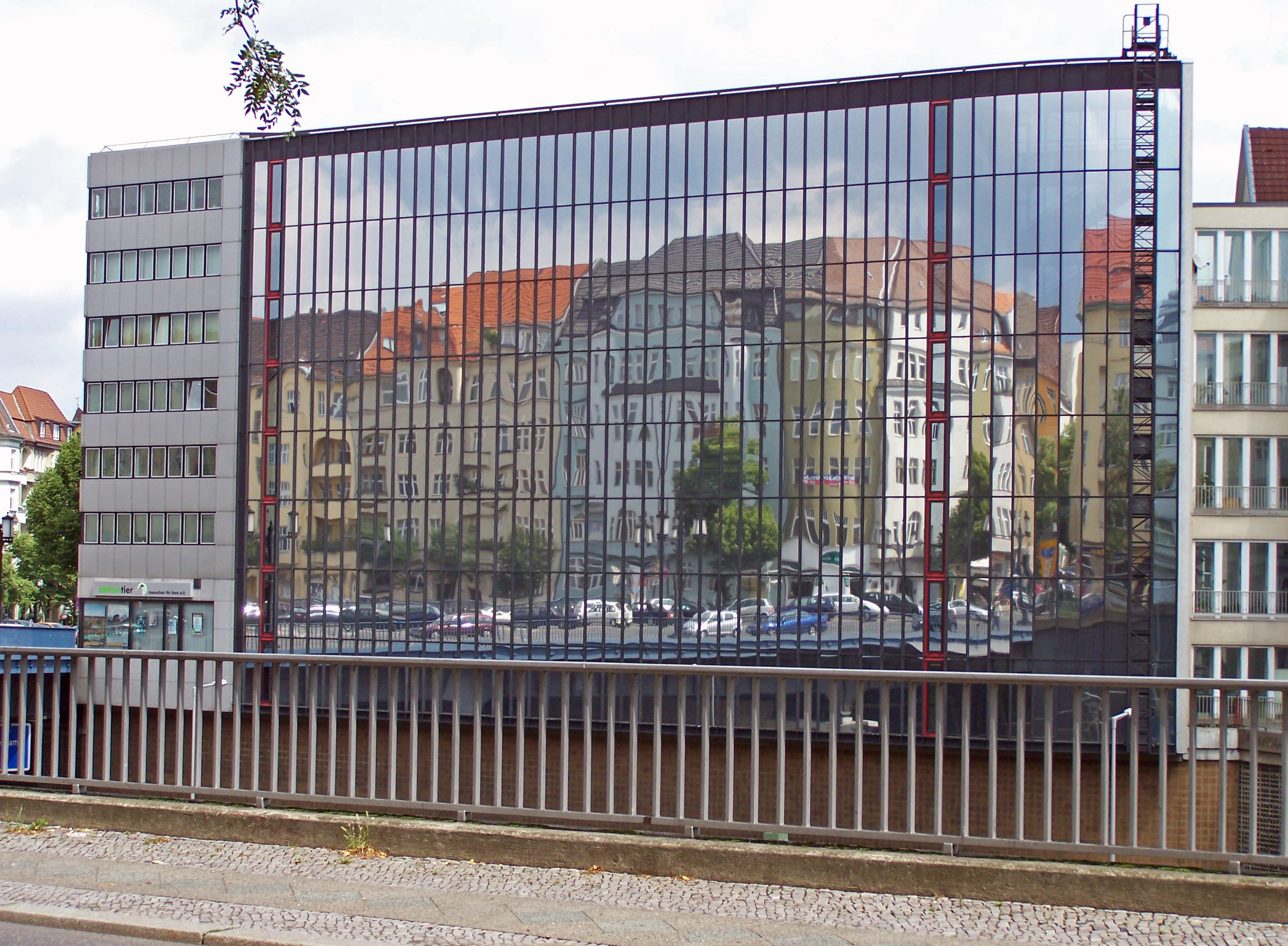
Wohn- und Bürohaus am Kaiserdamm in Berlin (1991)

## Auszeichnungen und Preise
- 1973 Kunstpreis Berlin, Förderungspreis
- 1982 Mies-van-der-Rohe-Preis

## Schriften (Auswahl)
- Wolfgang Schäche (Hrsg.): Bauten und Projekte: 1970–1995 / Jürgen Sawade. Gebr. Mann, Berlin 1997, ISBN 3-7861-1952-X.
- Blocksanierung und Parken. Berlin 1969.
- Überbauung Kurfürstendamm (Diplomarbeit 1966), vgl. Frank Schmitz: Jürgen Sawade – Überbauung Kurfürstendamm. In: Carsten Krohn (Hrsg.): Das ungebaute Berlin. Berlin 2010 (Ausst.-Kat., vergriffen).